# Till Klimpke
Till Klimpke (* 1. April 1998 in Gießen) ist ein deutscher Handballspieler, der für den dänischen Erstligisten HØJ Håndbold spielt.

## Karriere

### Verein
Klimpke begann 2004 mit dem Handballspielen. Bei der HSG Dutenhofen-Münchholzhausen, dem Stammverein der HSG Wetzlar, durchlief der Torhüter alle Jugendabteilungen und stand 2015 schließlich als B-Jugendlicher erstmals in einem Endspiel um die Deutsche A-Jugend-Meisterschaft. Die damalige Wetzlarer U19 unter Trainer Thomas Weber unterlag aber der A-Jugend des SC DHfK Leipzig.
Im Sommer 2016 wurde Klimpke von der HSG erstmals unter Vertrag genommen und unterschrieb einen bis 2019 laufenden Vertrag. Neben den Spielen in der A-Jugend wurde das Nachwuchstalent auch vermehrt im Oberliga-Team der HSG U23 eingesetzt. Als die Wetzlarer U19 ein Jahr später mit einem neuen Kader im Meisterschaftskampf ganz oben mit dabei war, hatte Klimpke Anteil am Erfolg. In den beiden Final-Endspielen der A-Jugend-Bundesliga-Saison 2016/17 setzte sich die Wetzlarer U19 dank der Auswärtstorregel (Hinspiel: 30:27, Rückspiel: 24:27) gegen die A-Jugend der Füchse Berlin durch und sicherte sich damit am 3. Juni 2017 in der Sporthalle Dutenhofen den Deutschen Meistertitel. Klimpke war dabei der einzige Akteur im Meisterschaftsteam, der beide Finalteilnahmen als Spieler der U19 miterlebte. Für die Grün-Weißen war es nach 1980, 1982, 1984 und 2002 der fünfte große Titel im Jugendbereich.
Zur Saison 2017/18 stand Klimpke wieder im Bundesliga-Aufgebot der HSG Wetzlar und sammelte weiterhin mit der U23 in der Oberliga Hessen Spielpraxis. Am 3. September 2017 wurde er zum ersten Mal in einem Bundesligaspiel eingesetzt: Beim Auswärtsspiel in Hannover wurde er zum Siebenmeter eingewechselt und konnte diesen parieren. Mit der Oberliga-Mannschaft gelang ihm 2018 die Meisterschaft und der Aufstieg in die 3. Liga.
Ab der Saison 2018/19 lief Klimpke ausschließlich in der Bundesliga auf und wurde einer der Leistungsträger der Mannschaft. Im Sommer 2025 wechselte er zum dänischen Verein HØJ Håndbold.

### Nationalmannschaft
Till Klimpke gewann 2016 die Bronzemedaille bei der U18-Europameisterschaft und wurde in das All-Star-Team gewählt. Zudem stand er im Aufgebot der Jugend-Nationalmannschaft des DHB für die Jugend-WM 2017 in Georgien. Er bestritt insgesamt 35 Länderspiele für die Jugend-Nationalmannschaft.
Bundestrainer Christian Prokop nominierte Till Klimpke erstmals für die A-Nationalmannschaft vor den beiden Länderspielen in Israel am 12. Juni und gegen den Kosovo am 16. Juni 2019. Bei der Europameisterschaft 2022 bestritt er die ersten beiden Spiele, bevor ein positiver COVID-19-Test sein Turnier beendete. Sein Turnierdebüt gab er direkt in der Auftaktpartie gegen Belarus. Im zweiten Spiel gegen Österreich spielte er – von Siebenmetersituationen abgesehen – komplett durch.

### Erfolge
- Deutscher A-Jugend-Vizemeister 2015
- Deutscher A-Jugend-Meister 2017

## Privatleben
Till Klimpke ist der Sohn von Wolfgang Klimpke und entstammt damit einer bekannten mittelhessischen Handballfamilie, die heute noch in vielen verschiedenen Positionen bei der HSG Wetzlar aktiv ist. Auch sein Vater wurde mit dem Verein Deutscher Jugendmeister. Till Klimpkes jüngerer Bruder ist der Rückraumspieler Ole Klimpke, sein Onkel der frühere Bundesliga-Linksaussen Andreas Klimpke.